# Szerłowaja Gora
Szerłowaja Gora (ros. Шерловая Гора) – osiedle typu miejskiego w Rosji, w Kraju Zabajkalskim, w rejonie borzińskim. W 2010 liczyło 12 489 mieszkańców.

## Urodzeni
- Natalija Dawydowa – ukraińska sztangistka.